# 萩野伶菜
萩野 伶菜（はぎの れな、1994年9月24日 - ）は、日本のタレント。元フラッグスファイブ所属。特技はダンス。
ダンスが得意なことを生かし、小学校では運動会のダンス委員になることもあったという。

## 出演

### テレビ
- いつみても波瀾万丈（日本テレビ）
- ティンティンTOWN!（日本テレビ）

### CM
- エポック社 ショコラエッグメーカー / 唄ってつくるのだ篇
- イオン ランドセル
- 明治製菓 カルキング
- 花王 クリアクリーンプラス
- マクドナルド ドナルドブランド / とびばこ篇
- イオン 新学期用品
- 永谷園 大人のふりかけミニ / だるまさんがころんだ篇